# Dhanusa District
Dhanusa District er et af Nepals 75 administrative og politiske regioner, betegnet distrikter (lokalt betegnet district, zilla, jilla el. जिल्ला). Dhanusa er et distrikt i lavlandet Terai, som ligger i Janakpur Zone i Central Development Region.
Dhanusa areal er 1.180 km² og der boede ved folketællingen 2001 i alt 671.364 og i 2007 749.914 og i 2011 754.777 i distriktet. Distriktets politiske organ District Development Committee er sammensat gennem indirekte valg, med repræsentation fra hver af de 9-17 administrative enheder ilakaer, hvert distrikt er opdelt i.
Dhanusa District er endvidere opdelt i 102 udviklingskommuner (lokalt navn: Gaun Bikas Samiti (G.B.S.) el. Village Development Committee (VDC)), hvoraf byer med over 10.000 indbyggere kategoriseres som købstæder (municipalities).
Dhanusa District er udviklingsmæssigt – gennem anvendelse af FN og UNDP's Human Development Index – kategoriseret som nr. 43 ud af Nepals 75 distrikter.

## Eksterne links
- Kort over Dhanusa District Arkiveret 15. oktober 2007 hos  Wayback Machine
- Dhanusa District sundhedsprofil – fra FN-Nepal (på engelsk)

26°48′N 86°01′Ø / 26.8°N 86.02°Ø